# Калитри
Калитри је насеље у Италији у округу Авелино, региону Кампанија.
Према процени из 2011. у насељу је живело 4348 становника. Насеље се налази на надморској висини од 692 м.

## Становништво
| 1951. | 1961. | 1971. | 1981. | 1991. | 2001. | 2011. |
| ----- | ----- | ----- | ----- | ----- | ----- | ----- |
| 8.677 | 8.501 | 7.258 | 6.618 | 6.467 | 5.843 | 4.921 |